# 2950 Rousseau
2950 Rousseau este un asteroid din centura principală, descoperit pe 9 noiembrie 1974 de Paul Wild.